# 顺州 (载初)
顺州，唐朝时设置的州。
唐朝载初二年（690年），納州的獠人都掌蠻改置顺州，治所在曲水县（今贵州习水县西南，一說在今四川省敘永縣大石鄉花樹村）。屬於瀘州都督府。后废，地入羅氏。元朝設永寧路，明朝設永寧衛，清朝設敘永廳。